# پیمان کارگر
پیمان کارگر (۱۳۴۷) بازرگان ایرانی اهل تهران و فعال در صنعت خودروسازی است. وی از ۱ ژوئن ۲۰۲۰ به عنوان مدیرعامل شرکت اینفینیتی مشغول به کار است. کارگر در سوابق خود مدیرعاملی رنو پارس و مدیریت شرکت رنو در ایران را دارد. در سال‌های اخیر پیمان کارگر به عنوان مدیر هیئت مدیره و معاون مدیر عامل نیسان در آفریقا، خاورمیانه و هند فعالیت می‌کرد و در بیش از ۸۰ کشور و بازار مختلف سابقه کار دارد.